# Apple A8X
Az Apple A8X egy 64 bites egylapkás rendszer (SoC), amelyet az Apple Inc. tervezett és a tajvani TSMC gyárt. Az iPad Air 2-ben jelent meg, amelyet 2014. október 16-án mutattak be. Ez az iPhone 6 mobiltelefon-családban található A8 egy változata. Az Apple állítása szerint ez a processzor 40%-kal nagyobb CPU teljesítményt és 2,5-szeres grafikai teljesítményt nyújt elődjéhez, az Apple A7-hez képest.
Az A8X csipet használó iPad Air 2 eszköz legutóbbi szoftverfrissítése a 2022. szeptember 12-én kiadott iPadOS 15.7 volt, és ezután a csip támogatása megszűnt az iPadOS 16 2022-es kiadásától kezdve, az A8X hardveres korlátai miatt.

## Felépítés
Az A8X három magot tartalmaz, amelyek 1,5 GHz-es órajelen működnek, valamint az A8-hoz képest feljavított GPU-t. Az A8X 3 milliárd tranzisztort tartalmaz. A 100 MHz-es órajelnövelés közel 13%-os teljesítménynövekedést okoz az egyszálas végrehajtás során, és 55%-ot a többszálú műveleteknél, az Phone 6 és 6 Plus készülékekbe épített A8-hoz képest.
További eltérés az A8-cal szemben, hogy ez a modell fém hőterítővel van borítva, és nem alkalmaz beépített RAM-mal ellátott package on package konfigurációt, mint az A8. Ez a tervezési mód a korábbi "X" változatok kialakításához, pl. az A5X és A6X processzorokéhoz hasonlít. Az iPad Air 2-be épített A8X processzor egy külső 2 GiB RAM modult használ.

## Apple A8X processzort tartalmazó termékek
- iPad Air 2

## Fordítás
Ez a szócikk részben vagy egészben  az   Apple A8X című angol Wikipédia-szócikk ezen változatának fordításán alapul.  Az eredeti cikk szerkesztőit annak laptörténete sorolja fel. Ez a jelzés csupán a megfogalmazás eredetét és a szerzői jogokat jelzi, nem szolgál a cikkben szereplő információk forrásmegjelöléseként.